# آنتونیو کارانانته
آنتونیو کارانانته (انگلیسی: Antonio Carannante؛ زادهٔ ۲۳ ژوئن ۱۹۶۵) بازیکن فوتبال اهل ایتالیا است.
از باشگاه‌هایی که در آن بازی کرده‌است می‌توان به باشگاه فوتبال آسکولی، باشگاه فوتبال لچه، باشگاه فوتبال پیاچنزا، باشگاه فوتبال آولینو، و باشگاه فوتبال ناپولی اشاره کرد.